# Real Turcotte
Pour les articles homonymes, voir Turcotte.
Real Jean Turcotte, dit Alfie Turcotte, (né le 5 juin 1965 à Gary aux États-Unis) est un joueur professionnel américain de hockey sur glace. Né d'un père québécois, l'ancien joueur et entraîneur Réal Turcotte, et d'une mère américaine, Alfie Turcotte possède la double nationalité canadienne et américaine.

## Carrière de joueur
Il joua son hockey junior au Canada dans la Ligue de hockey de l'Ouest. Sa carrière junior fut couronnée de succès : il remporta en effet la Coupe Memorial et le trophée Stafford-Smythe du meilleur joueur de la Coupe. Par contre, il fut aussi impliqué dans une controverse. Jouant pour les Islanders de Nanaimo, où son père agissait comme entraîneur-chef, puis comme directeur général, Alfie Turcotte fut échangé aux Winter Hawks de Portland dans un échange qui fut déclaré comme étant vraiment défavorable aux Islanders. Les rumeurs dirent que Réal Turcotte échangea son fils à une meilleure équipe pour lui permettre d'accroitre sa valeur pour le prochain repêchage de la Ligue nationale de hockey.
Il fut donc repêché au 17e rang par les Canadiens de Montréal en 1983 et fit le saut du junior à la LNH. Il passa la majorité de sa carrière entre la LNH et les ligues mineures où il était toujours un des meilleurs éléments à son équipe. Il joua aussi quelques saisons en Europe et représenta les États-Unis au niveau international. Il termina sa carrière de hockeyeur professionnel en 1999 avec les Glaciercats de l'Arkansas.
Sa passion pour le hockey le mena tout droit vers une après-carrière dans le sport. Il est maintenant l'un des instructeurs de l'école de hockey que son père a fondé, la Turcotte Hockey School.

## Statistiques
| Saison     | Équipe                       | Ligue          |     | Saison régulière | Saison régulière | Saison régulière | Saison régulière | Saison régulière |    | Séries éliminatoires | Séries éliminatoires | Séries éliminatoires | Séries éliminatoires | Séries éliminatoires |
| Saison     | Équipe                       | Ligue          | PJ  | B                | A                | Pts              | Pun              | PJ               | B  | A                    | Pts                  | Pun                  |                      |                      |
| 1981-1982  | Compuware de Détroit         | MNHL           | 93  | 131              | 152              | 283              | 40               | -                | -  | -                    | -                    | -                    |                      |                      |
| 1982-1983  | Islanders de Nanaimo         | LHOu           | 36  | 23               | 27               | 50               | 22               | -                | -  | -                    | -                    | -                    |                      |                      |
| 1982-1983  | Winterhawks de Portland      | LHOu           | 39  | 26               | 51               | 77               | 26               | 14               | 14 | 18                   | 32                   | 9                    |                      |                      |
| 1983       | Winterhawks de Portland      | Coupe Memorial | -   | -                | -                | -                | -                | 4                | 5  | 3                    | 8                    | 6                    |                      |                      |
| 1983-1984  | Winterhawks de Portland      | LHOu           | 32  | 22               | 41               | 63               | 39               | -                | -  | -                    | -                    | -                    |                      |                      |
| 1983-1984  | Canadiens de Montréal        | LNH            | 30  | 7                | 7                | 14               | 10               | -                | -  | -                    | -                    | -                    |                      |                      |
| 1984-1985  | Canadiens de Montréal        | LNH            | 53  | 8                | 16               | 24               | 35               | 5                | 0  | 0                    | 0                    | 0                    |                      |                      |
| 1985-1986  | Canadiens de Sherbrooke      | LAH            | 75  | 29               | 36               | 65               | 60               | -                | -  | -                    | -                    | -                    |                      |                      |
| 1985-1986  | Canadiens de Montréal        | LNH            | 2   | 0                | 0                | 0                | 2                | -                | -  | -                    | -                    | -                    |                      |                      |
| 1986-1987  | Oilers de la Nouvelle-Écosse | LAH            | 70  | 27               | 41               | 68               | 37               | 5                | 2  | 4                    | 6                    | 2                    |                      |                      |
| 1987-1988  | Canadiens de Sherbrooke      | LAH            | 8   | 3                | 8                | 11               | 4                | -                | -  | -                    | -                    | -                    |                      |                      |
| 1987-1988  | Skipjacks de Baltimore       | LAH            | 33  | 21               | 33               | 54               | 42               | -                | -  | -                    | -                    | -                    |                      |                      |
| 1987-1988  | Hawks de Moncton             | LAH            | 25  | 12               | 25               | 37               | 18               | -                | -  | -                    | -                    | -                    |                      |                      |
| 1987-1988  | Jets de Winnipeg             | LNH            | 3   | 0                | 0                | 0                | 0                | -                | -  | -                    | -                    | -                    |                      |                      |
| 1988-1989  | Hawks de Moncton             | LAH            | 54  | 27               | 39               | 66               | 74               | 10               | 3  | 9                    | 12                   | 17                   |                      |                      |
| 1988-1989  | Jets de Winnipeg             | LNH            | 14  | 1                | 3                | 4                | 2                | -                | -  | -                    | -                    | -                    |                      |                      |
| 1989-1990  | Skipjacks de Baltimore       | LAH            | 65  | 26               | 40               | 66               | 42               | 12               | 7  | 9                    | 16                   | 14                   |                      |                      |
| 1989-1990  | Capitals de Washington       | LNH            | 4   | 0                | 2                | 2                | 0                | -                | -  | -                    | -                    | -                    |                      |                      |
| 1990-1991  | Skipjacks de Baltimore       | LAH            | 65  | 33               | 52               | 85               | 20               | 6                | 3  | 3                    | 6                    | 4                    |                      |                      |
| 1990-1991  | Capitals de Washington       | LNH            | 6   | 1                | 1                | 2                | 0                | -                | -  | -                    | -                    | -                    |                      |                      |
| 1991-1992  | HC Lugano                    | LNA            | 2   | 1                | 3                | 4                | 0                | -                | -  | -                    | -                    | -                    |                      |                      |
| 1991-1992  | VSV EC                       | ÖEL            | 45  | 43               | 61               | 104              | -                | -                | -  | -                    | -                    | -                    |                      |                      |
| 1992-1993  | VSV EC                       | ÖEL            | 56  | 26               | 75               | 101              | -                | -                | -  | -                    | -                    | -                    |                      |                      |
| 1993-1994  | VSV EC                       | ÖEL            | 51  | 26               | 63               | 89               | -                | -                | -  | -                    | -                    | -                    |                      |                      |
| 1994-1995  | SERC Wild Wings              | DEL            | 33  | 7                | 40               | 47               | 30               | 11               | 7  | 5                    | 12                   | 12                   |                      |                      |
| 1995-1996  | Solar Bears d'Orlando        | LIH            | 73  | 22               | 47               | 69               | 44               | 23               | 3  | 10                   | 13                   | 8                    |                      |                      |
| 1996-1997  | Genève-Servette HC           | LNB            | 5   | 1                | 1                | 2                | 4                | -                | -  | -                    | -                    | -                    |                      |                      |
| 1996-1997  | Lausanne HC                  | LNB            | 45  | 25               | 45               | 70               | 26               | -                | -  | -                    | -                    | -                    |                      |                      |
| 1996-1997  | SERC Wild Wings              | DEL            | 1   | 0                | 0                | 0                | 0                | -                | -  | -                    | -                    | -                    |                      |                      |
| 1997-1998  | Ice d'Indianapolis           | LIH            | 17  | 5                | 6                | 11               | 8                | -                | -  | -                    | -                    | -                    |                      |                      |
| 1997-1998  | Lions de Francfort           | DEL            | 27  | 2                | 6                | 8                | 12               | 7                | 0  | 0                    | 0                    | 0                    |                      |                      |
| 1998-1999  | Glaciercats de l'Arkansas    | WPHL           | 2   | 0                | 0                | 0                | 0                | -                | -  | -                    | -                    | -                    |                      |                      |
| Totaux LNH | Totaux LNH                   | Totaux LNH     | 112 | 17               | 29               | 46               | 49               | 5                | 0  | 0                    | 0                    | 0                    |                      |                      |

| Année | Équipe     | Compétition                 |   | PJ | B | A  | Pts | Pun         |  | Résultat |
| 1984  | États-Unis | Championnat du monde junior | 7 | 2  | 9 | 11 | 2   | 6e position |  |          |
| 1986  | États-Unis | Championnat du monde        | 9 | 0  | 2 | 2  | 8   | 6e position |  |          |

## Équipes d'étoiles et trophées
- Coupe Memorial
  - 1983 : récipiendaire du trophée Stafford-Smythe
- Ligue américaine de hockey
  - 1988 : nommé dans la 2e équipe d'étoiles

## Transactions
- 25 juin 1986 : échangé aux Oilers d'Edmonton par les Canadiens de Montréal pour des considérations futures.
- 14 mai 1987 : échangé aux Canadiens de Montréal par les Oilers d'Edmonton pour de l'argent.
- 14 janvier 1988 : échangé aux Jets de Winnipeg par les Canadiens de Montréal pour des considérations futures.
- 27 juin 1989 : signe un contrat comme agent-libre avec les Bruins de Boston.
- 2 octobre 1989 : échangé aux Capitals de Washington par les Bruins de Boston contre Mike Millar.

## Parenté dans le sport
- Fils du joueur et entraîneur Réal Turcotte.
- Frère du joueur Jeff Turcotte.
- Père du joueur Alex Turcotte.